# Origami

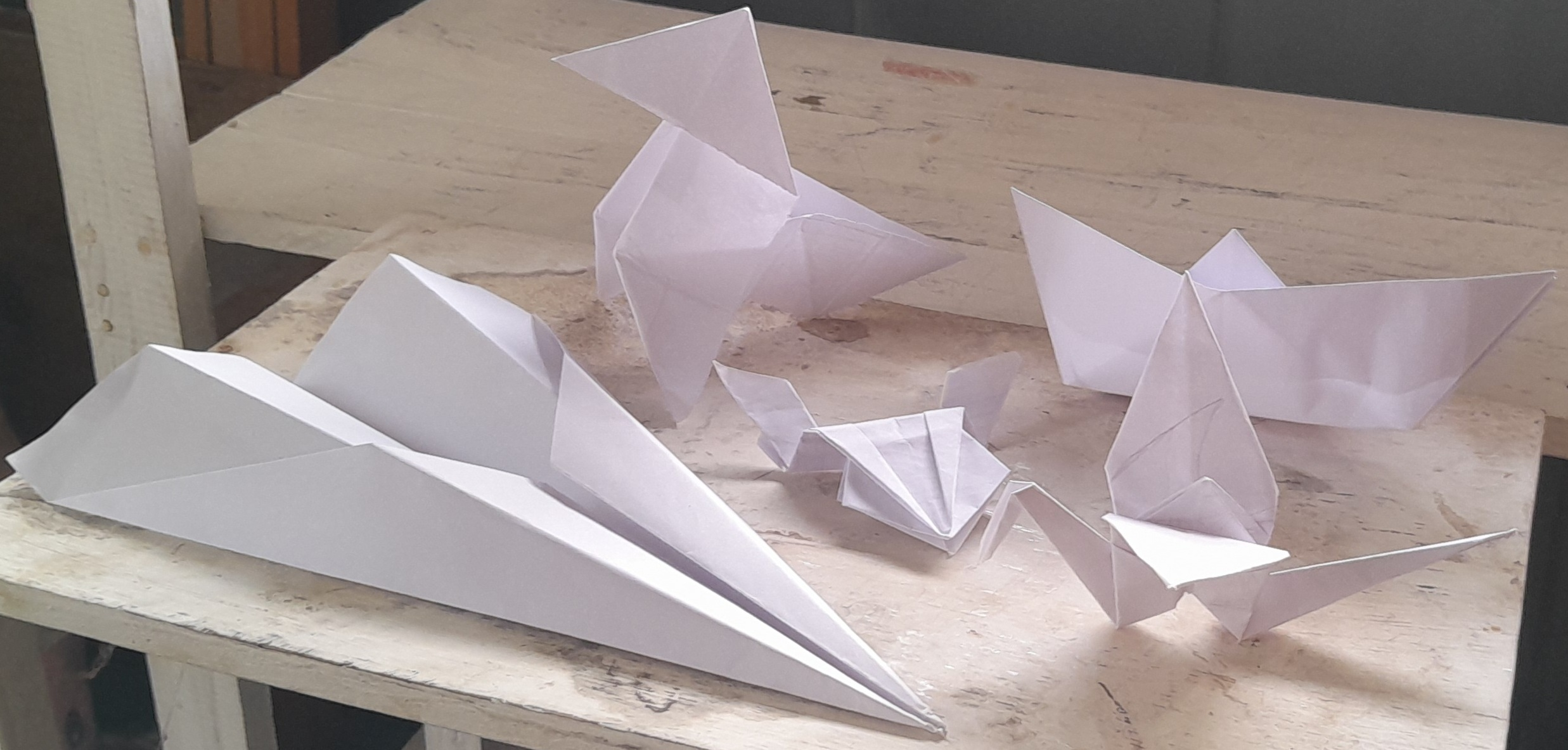
Figuras tradicionales de origami que representan a una pajarita, un barco, un avión, una rana y una grulla

El origami (折り紙?) o papiroflexia es un tipo de arte que consiste en el plegado de papel para obtener figuras de formas variadas, muchas de las cuales podrían considerarse como esculturas de papel. Existen corrientes modernas, como el origami "puro" y el origami "pureland" [cita requerida] que no permiten el uso de cortes ni pegamento, sin embargo, hay muchos diseños tradicionales japoneses que sí utilizan estas herramientas, por eso todas las derivaciones corrientes distintas en técnicas de arte de papel exclusivamente son diferenciadas y agrupadas en papiroflexia. 
Si bien, la Real Academia Española recoge los términos origami y papiroflexia como sinónimos, a este último también se le distingue como otro tipo de arte con papel, cuyas técnicas sobre el papel son variadas y muchísimo más versátiles a la hora de doblar pegar y adhesivo para formar arte con papel. 
La particularidad de esta técnica es la transformación del papel en formas de distintos tamaños partiendo de una base inicial cuadrada o rectangular que pueden ir desde sencillos modelos hasta plegados de gran complejidad. En el origami se modela el medio que nos rodea y en el cual vivimos: fauna y flora de todos los continentes, la vida urbana, herramientas de nuestra cotidianidad, animales mitológicos y un sinfín de otras figuras.
El origami se inició con el papel y se ha ido desarrollando con mucha rapidez desde finales de los 60 hasta nuestros días.[cita requerida] Según Lafosse estamos en el momento histórico más importante de la historia de la papiroflexia. Se han descubierto y popularizado nuevas técnicas de diseño que se han difundido gracias al internet y las asociaciones de origami alrededor del mundo. La incorporación de las matemáticas es un tema nuevo que antiguamente no se consideraba y que ha adquirido fuerza en los últimos 30 años. Con la llegada de la informática a partir de la década de 1990 se han podido realizar optimizaciones del uso del papel y bases nuevas para figuras complejas, como los insectos.

## Etimología
La palabra origami procede de los vocablos japoneses «ori» (del verbo «oru», 折る, que significa doblar o plegar) y «kami» (紙, que significa papel). Debido al rendaku, «kami» se transforma en «gami» (origami = 折り紙).
Según el Diccionario de la Real Academia Española, este arte se denomina papiroflexia (que tiene su origen en las voces latinas papȳrus 'papel' y flexus 'doblado'), siendo recomendado este término en el avance de la vigésima tercera edición de la obra.Sin embargo, el término no está muy extendido fuera de España; y en otros países de habla hispana se usa el término nipón para referirse en general a toda la papiroplexia japonesa y el tecnicismo «papiroflexia» para el oficio o técnica de doblar papel en general.
También se registra la palabra cocotología, la cual está más restringida y se refiere específicamente al arte de hacer pajaritas de papel. Según el Diccionario de la Lengua Española, es un neologismo acuñado por Miguel de Unamuno, que proviene de la palabra francesa cocotte ('pajarita de papel') y el sufijo griego -logía ('estudio' o 'ciencia').

## Historia
El arte del origami es relativamente reciente con grandes avances en los últimos años, como puede observarse en la línea de tiempo. A continuación se detallan algunos de los hechos históricos más importantes del arte de doblar papel.

### Línea de tiempo
El origami es un arte moderno relativamente reciente, y nos encontramos en la edad de oro del origami, en el cual todo el avance del arte ha sido en unos 200 años con progresos acelerados y en donde la mayoría de los plegadores importantes conocidos están vivos. La línea de tiempo nos muestra que Michael LaFosse está en lo correcto y que al menos el plegado con papel no es tan antiguo como la escultura o la pintura.

### Origen
El arte de doblar papel se originó en China alrededor del siglo I o II d. C. llegó a Japón en el VI y se integró en la tradición japonesa. En el periodo Heian, desde 794 hasta 1185, el origami formó parte importante en las ceremonias de la nobleza, pues doblar papel era un lujo que solo podían darse personas de posición económica acomodada. Entre 1338 y 1573 del periodo Muromachi, el papel se volvió lo suficientemente barato para todos, y el estilo de origami servía para distinguir un estrato social de otro, por ejemplo, entre un samurái aristócrata y un campesino. La total democratización del arte solo ocurre entre 1603 y 1867, periodo Tokugawa, en donde se documenta la base del pájaro y la base de la rana en el libro Senbazuru Orikata en el año 1797.

### El Origami en Occidente
El origami llegó a Occidente con los últimos comerciantes que hacían la Ruta de la Seda al Próximo Oriente. Posiblemente hizo su aparición cuando Marco Polo trajo el papel en el siglo XIII, que no fue bien recibido por los europeos. En Occidente preferían el pergamino para empapelar.
El papel dura menos que el pergamino, pero se aceptó finalmente por las ventajas que tenía a favor: su más fácil manipulación y su abaratamiento. La invención de la prensa ayudó después a popularizarlo.
Sus orígenes también se remontan a la Invasión árabe en el siglo VIII, cuando trasladaban los prisioneros chinos a Samarcanda en el año 751. De los prisioneros aprendieron a hacer y a doblar papel, inicialmente figuras clásicas simples como animales. Desde que la religión musulmana prohibió la representación del ser humano y las formas animales en el arte, por la creencia de la idolatría a imágenes, entonces sus investigaciones en papiroflexia iban dirigidas al estudio de formas geométricas y el estudio matemático de los patrones lineales que quedan al doblar el papel. Como máxima expresión de esta actividad fueron los edificios de arquitectura morisca, en la cual utilizaron esos mismos patrones para su diseño.
Existen actualmente una infinidad de teoremas y principios relacionados con el doblado de papel, muchos de los cuales han desarrollado nuevos conceptos de matemática aplicada, como, por ejemplo, en la topografía. Después de que los árabes fueran expulsados de España durante la Reconquista, los españoles se quedaron con los diseños y desarrollos, incorporando formas que representaban la naturaleza.

### Encuentro entre Oriente y Occidente

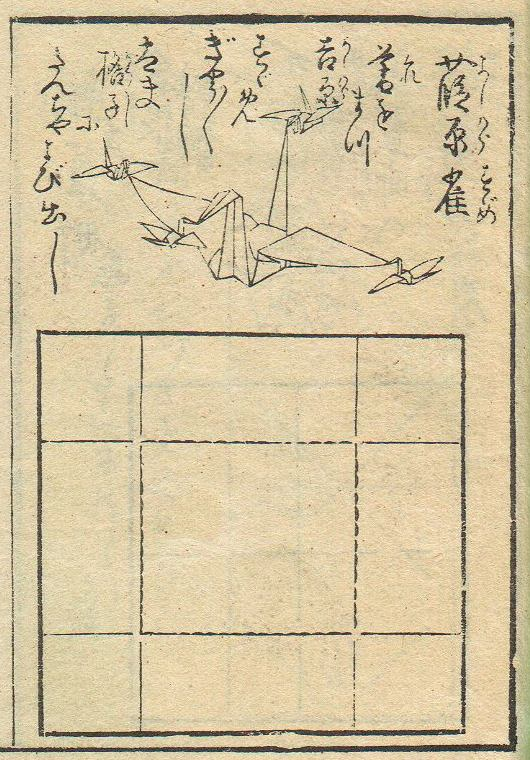
Primer libro de origami de 1797

Hace unos 150 años tuvieron lugar cambios decisivos en Japón, ya que los norteamericanos querían extender su comercio hacia Asia y necesitaban concesiones y socios en esta región. Bajo la amenaza de emplear las armas obligaron a los japoneses a abrir sus puertos. Japón reabrió sus puertas al mundo en el año 1854 gracias al comodoro estadounidense Perry, después de siglos de aislamiento.
Todos estos acontecimientos sociales y culturales repercutieron de forma significativa en el origami clásico, que se inicia con el primer libro de origami llamado Hiden Senbazuru Orikata, naciendo así el origami moderno. En el origami clásico se recortaba, pegaba y pintaba. Para el origami "las tijeras son tabú", "la pintura se debe evitar" y "la utilización del pegamento es impensable". La forma pura, lograda solamente mediante el plegado, debe responder de sí misma. No existe otro elemento de configuración que el material en su estructura, dibujo o color. Así los maestros japoneses crearon las nuevas normas para el origami moderno.
En la Exposición Universal de París en 1878, durante el Período Meiji, se fusionan los conocimientos orientales y occidentales, creando así un solo origami, un solo arte, el cual había evolucionado aisladamente. A finales del siglo XIX, Friedrich Fröbel incorpora y desarrolla el origami en sus técnicas de enseñanza a nivel escolar, siendo adoptado rápidamente en los jardines infantiles japoneses por la utilidad en el preescolar para enseñar las figuras geométricas, entre otros beneficios que brinda el origami en la educación. Por esta época, un vendedor europeo llevó a Tokio papel de colores, desconocido allá, el cual tuvo tan amplia acogida que hizo que el origami mejorara su calidad en la realización de los modelos.

### Miguel de Unamuno, la llegada al mundo hispano
En lo que respecta a los países hispanohablantes, tanto en España como América del Sur, quien introdujo realmente y propulsó el origami fue el escritor español Miguel de Unamuno alrededor de la década de 1930. Hasta entonces, el origami apenas había tenido influencia en la península, pues pese a haber sido introducido por los árabes, en la Europa Medieval lo que se utilizaba era el pergamino, un material bastante 'tosco' si lo comparamos con el ligero papel de arroz oriental. Por eso, cobra notoria importancia Miguel de Unamuno, pues es el primero que realmente se tomó en serio hacer "pajaritas de papel".
Otro de los aspectos por los que se destacó fue por escribir, además de multitud de obras literarias de gran relevancia, una especie de tratado acerca de la 'cocotología', término creado por el propio Unamuno (lingüista, entre muchas otras cosas) que deriva de 'cocotte' que significa algo así como 'gallina' o 'pajarita' en francés. Además, Miguel de Unamuno publicó varios libros de plegado, entre ellos el ensayo "Amor y Pedagogía", donde habla del origami en el apéndice.
Así pues, Miguel de Unamuno además de sus consecuencias en la península ibérica, tuvo también una enorme influencia en América del Sur. Es más, podríamos decir que es el padre de la papiroflexia hispanoamericana, pues, al igual que en España, la papiroflexia tenía hasta entonces muy poca relevancia. Sin embargo, la papiroflexia como tal tuvo mayor aceptación en América del Sur, donde hoy día tiene muchos seguidores y han surgido grandes papiroflectas como, por ejemplo, el español Vicente Solórzano Sagredo y la argentina Ligia Montoya, quienes practicaron la papiroflexia, dándole gran importancia a este arte de plegados y figuras inimaginables, entre otros.

### Popularización del arte
Durante esta misma década, los educadores impusieron que los estudiantes en sus creaciones mostraran originalidad y creatividad, por lo tanto, el origami fue rechazado por faltar en los requisitos anteriores, pero asegurado el paperfolding por su historia milenaria, recobró su popularidad una vez más gracias al revolucionario del origami del siglo XX: Akira Yoshizawa —el genio del origami, quien realizó más de 50 000 trabajos— fue quien desarrolló las nuevas formas de sobrevivir a los modelos tradicionales restableciendo el origami como forma de arte creativa, poniendo énfasis en la sensibilidad de la forma y exactitud en el plano a trabajar. Los hechos y el renacimiento que sufrió el origami ocurrió en el Período Taisho.
Trabajando en las ideas que ayudaron a seguir en pie al origami, a mediados del Período Showa, Yoshizawa, conoce a Sam Randlett y hacia la década de 1950 crearon un código internacional para representar los dobleces que componían las figuras para poder ser realizadas, las cuales son las que actualmente se utilizan como herramienta para el desarrollo de los plegados. A partir de este sistema de líneas, la publicación de libros aumentó considerablemente, inicialmente en el Japón con Isao Honda y luego en Inglaterra con Robert Harbin. Esto hizo que la gente comenzara a agruparse y en 1958 se creó FOCA ("Friends of Origami Center of América", actualmente Origami USA), en 1967 la Sociedad Británica de Papiroflexia y así se desarrollaron grupos en todos los países como Francia (1978) y España (1981).

### Pasado reciente
Akira Yoshizawa es considerado como el iniciador de una nueva era del mundo del origami, inventando una simbología que sobrevive hasta hoy ampliamente aceptada, revolucionando el arte con figuras nuevas e inventando el plegado en húmedo. Introdujo varias figuras nuevas con modelos en tres dimensiones, dándole un fuerte impulso al arte de plegar papel. A partir de él el origami se hace popular, surgiendo varios libros que utilizan la simbología que sobrevive hasta hoy.
Otro hito importante ocurrió en 1960 que cambió el origami conocido hasta el momento: la aparición del tren de Emmanuel Mooser a partir del cual:
1. Aparece el diseño de artículos creados por el hombre.
2. Se descubre la técnica de "box pleating".
3. Diseño de múltiples partes a partir de una hoja de papel.
4. Diseño con todas las partes que querían mostrarse (3 carros, ruedas, chimenea. Lo cual era imposible de lograr utilizando bases clásicas).
5. Fomentó el diseño de figuras en 3 dimensiones.

A principios de 1990 apareció la teoría de empaquetamiento de círculos, ríos y moléculas o teoría del árbol, desarrollada por dos personas en forma separada: el bioquímico japonés Toshiyuki Meguro y
Robert J. Lang. Este método es otro hito en la historia del origami y dio nuevas posibilidades al diseño de las figuras.
La incorporación de las matemáticas, la optimización del papel, el uso de computadores en diseños complejos y el descubrimiento de nuevas técnicas de diseño caracterizó a los años pasados y dio las bases para los diseños complejos de la actualidad.

### Actualidad
Otros aportes importantes han ocurrido, debido a la incorporación de las matemáticas y la computación en el diseño de figuras complejas. Entre los aportes a la geometría destacan los teoremas y axiomas del origami. Y la introducción de programas computacionales de optimización del uso del papel en donde Robert Lang ha sido un autor importante y de gran influencia en el mundo actual.
Los avances en la complejidad de las figuras han exigido un papel más especializado, en este terreno Michael Laffose ha colaborado en la realización del que se dice es el mejor papel del mundo denominado Origamido. Además, la existencia de Internet ha facilitado la comunicación entre los interesados y los miembros de las sociedades de los distintos países.
El mismo Laffosse piensa que nos encontramos en la edad del oro del origami, pues ha habido muchos avances en pocos años. Hay una gran variedad de autores vivos que han compartido sus conocimiento a través de libros e Internet. En los últimos 50 años han destacado varios autores;  Kunihiko Kasahara,  Eric Joisel en Francia y Tomoko Fuse en Japón. Robert Lang y John Montroll en Estados Unidos, Vicente Palacios en España, Peter Budai en Hungría (quien publicó su primer libro a los 12 años). Aparte de eso hay muchos origamistas, que aunque no han publicado mucho son muy conocidos en el mundo de origami, como Jeremy Shafer, Tom Hull y Mette Pederson en Estados Unidos, Joseph Wu en Canadá; Alfredo Guinta en Italia, Marteen Van Gelder en Holanda y otros muchos que harían una lista interminable.

## Tipos de origami

### Origami de acción
El origami no solo representa figuras inmóviles, también existen objetos móviles donde las figuras pueden moverse de maneras ingeniosas. El origami de acción incluye modelos que vuelan, que requieren ser inflados para completarlos o presionando o tirando de cierta región del modelo se consigue que la figura mueva un miembro. Algunos sostienen que, en realidad, solo este último es realmente “reconocido” como origami de acción. El origami de acción, habiendo aparecido primero con el pájaro aleteador japonés tradicional, es bastante común. Un ejemplo son los instrumentalistas de Robert Lang; cuando se hallan las cabezas de las figuras en sentido contrario a sus cuerpos, sus manos se moverán, asemejándose a la acción de tocar música.

### Origami modular (Kusudama)
El origami modular consiste en poner una cantidad de piezas idénticas juntas para formar un modelo completo. Las piezas son normalmente simples pero el conjunto final puede ser complicado. Muchos de los modelos modulares de origami son bolas decorativas como el kusudama, siendo ésta probablemente su origen, sin embargo la técnica difiere en que el kusudama permite que las piezas sean ensambladas usando hilo o pegamento, mientras que el modular no permite utilizar ningún elemento externo para el ensamblaje; para ello, se insertan las solapas de las piezas en los bolsillos de las otras piezas.
La papiroflexia china incluye un estilo llamado "origami 3D" donde una gran cantidad de piezas se juntan para hacer modelos elaborados. A veces se utilizan billetes para los módulos. Este fue creado por algunos refugiados chinos mientras fueron detenidos en América y se conoce también como "Golden Venture" en honor al barco en el que viajaron.

### Plegado en húmedo

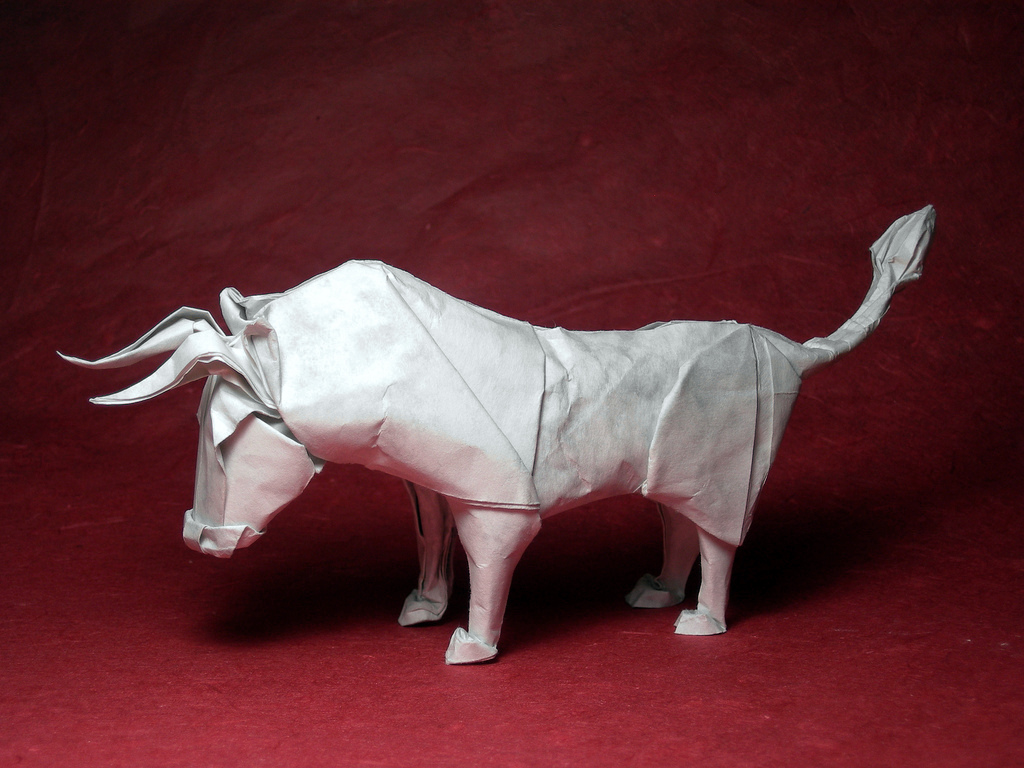
Ejemplo plegado en húmedo: Toro

El plegado en húmedo es una técnica de origami para producir modelos con curvas finas en vez de pliegues geométricos rectos y superficies planas. Consiste en humedecer el papel para que pueda ser moldeado fácilmente. El modelo final mantiene su forma cuando se seca. Puede ser utilizado por ejemplo para producir modelos de animales de apariencia muy natural.  Existe otra forma de realizar plegado en húmedo, se trata de colocar una capa de metilcelulosa al papel y esperar que esta seque. Una vez finalizado el modelo se humedece con agua para dar la forma final. En variantes se pliega sin tratamiento y con el modelo finalizado se trata con metilcelulosa para acercar las capas de papel en especial es extremidades de la figura.

### Origamipureland
Se trata de un estilo en el que se necesita mucho cuidado y técnica en el cual solamente se puede hacer un pliegue a la vez y no se permiten pliegues más complejos, como los invertidos. Todos los pliegues deben tener localizaciones directas. Fue desarrollado por John Smith en los años 70 para ayudar a plegadores novatos o a aquellos con habilidades motoras limitadas. A algunos diseñadores también les gusta el desafío de crear buenos modelos dentro de límites tan estrictos.

### Teselados o teselaciones

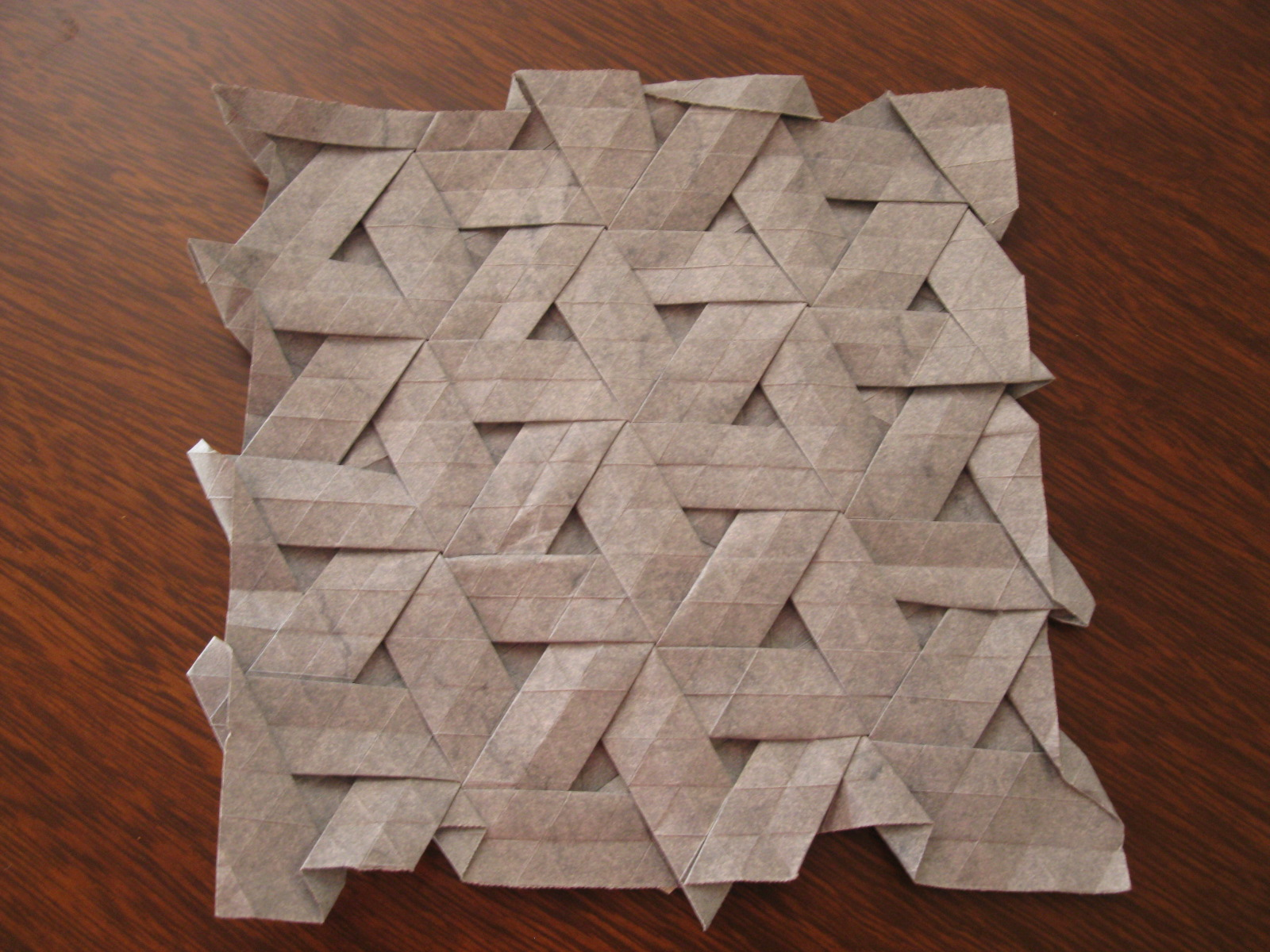
Ejemplo teselado: Teselación del remolino de Eric Gjerde

Esta rama del origami ha crecido recientemente en popularidad, pero tiene una historia extensa. Un teselado es una regularidad o patrón de figuras que cubre o pavimenta completamente una superficie plana sin dejar huecos ni superponer las figuras. Los teselados de origami se hacen normalmente con papel pero se pueden utilizar otros materiales que retengan el pliegue. La historia del vestir incluye teselados hechos en tela que han sido registrados desde la época de los egipcios.
Fujimoto, uno de los primeros maestros japoneses del origami, publicó libros que incluían teselados y en los años 60 hubo una gran exploración de los teselados por Ron Resch. Chris Palmer es un artista que también ha trabajado extensivamente con los teselados y ha encontrado maneras de crear teselados de origami detallados a partir de la seda. Robert Lang y Alex Bateman son dos diseñadores que utilizan programas de computadora para diseñar teselados de origami. El primer libro estadounidense sobre el tema fue publicado por Eric Gjerde y la primera convención internacional fue realizada en Brasilia (Brasil), en 2006. Desde entonces, el campo se ha ido ampliando rápidamente. Hay numerosos artistas de teselados, incluyendo Chris Palmer (EE. UU.), Eric Gjerde (EE. UU.), Polly Verity (Escocia), Joel Cooper (EE. UU.), Christine Edison (EE. UU.), Ray Schamp (EE. UU.), Roberto Gretter (Italia), Goran Konjevod (EE. UU.), Christiane Bettens (Suiza), Carlos Natan López (México), Jorge C. Lucero (Brasil) cuyos trabajos son geométricos y representativos.

## Origami clásico
Consiste en obtener figuras a partir de una hoja cuadrada de papel, sin uso de tijeras ni pegamento.

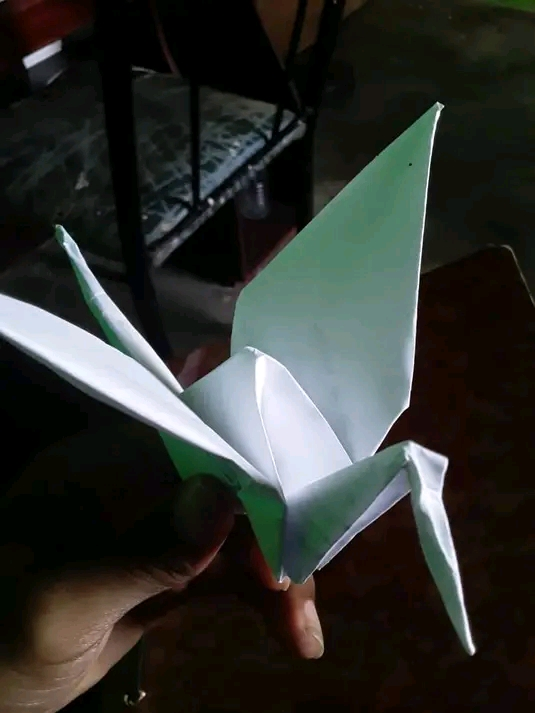
Grulla tradicional de origami

### Dobleces
| Dashed line shows fold line. Curved arrow with solid arrowhead shows direction of fold. Example shows upper left corner of square paper raised and then brought down on middle of square to form a 45 degree valley fold across upper left corner of paper |
| doblez valle |

| Dash-dot line along fold. Curved arrow with open arrowhead for direction of fold. Example shows lower right corner of square paper swung underneath and past upper left corner to form a 45 degree mountain fold across upper left corner. |
| doblez monte |

| Dashed line shows fold line. Curved arrow with a solid arrowhead and a body with an acute angle so the arrow appears bent in the middle. Alternate arrow has a single curved line with a solid arrowhead on one end and an open arrowhead at the other end replaces the acute angle and returning half of the arrow. Example showing a paper with the right edge lifted, brought to touch the left edge, creased in the middle, and then unfolded. |
| Doblar y desdoblar valle. |

|                           |
| volver y línea invisible. |

Una figura está formada por dobleces de dos tipos, visto desde arriba:
- Valles: son dobleces que se hunden en la hoja
- Montes: son dobleces que parecen una montaña, una arista entre vértices que se proyecta hacia el observador

Un conjunto de valles y montes generado al desdoblar una figura terminada se denomina CP (Crease pattern). Es habitual que se diseñe el CP y posteriormente se realicen las instrucciones paso a paso para la figura doblada final.

### Bases

Bases del origami

Tradicionalmente las bases clásicas son cuatro. Se realizan comenzando con una hoja cuadrada de papel:
- La base del cometa: de donde se origina la figura del cisne.
- La base del pez: de ella surge un pez.
- La base del pájaro: la grulla es un ejemplo que la ocupa.
- La base de la rana: que resulta en la rana.

A estas se añaden otras dos bases sencillas
- La base bomba de agua: de ella resulta el globo de papel que requiere ser inflado.
- El doblez preliminar del inglés Preliminar fold.

En la década de 1970 aparecieron varios nombres de bases nuevas, que solamente eran modificaciones de las antiguas. Hay poco consenso respecto de cuales son las bases del origami, pero al menos se reconocen las primeras cuatro mencionadas. Actualmente hay tantas bases como figuras, ya que la tendencia actual es a diseñar una base para cada figura, por lo tanto existen miles de bases.
En el diseño, las seis bases mencionadas pueden emplearse para crear extremidades extra en los diseños más complejos. La base del pájaro se ocupa generalmente para crear aves porque da origen a 4 solapas que pueden transformarse en una cabeza, una cola y dos alas, aunque ciertas figuras, como el caracol, también parten de esta base.

### Bases de un eje
Actualmente no existe una traducción para "uniaxial bases". Sin embargo puede traducirse como bases de un único eje. Las cuatro bases clásicas (cometa, pez, pájaro, rana) son bases de un único eje. Este tipo de bases tiene tres características:
1. Son planas
2. Todas las solapas yacen en el eje
3. Las uniones entre solapas son perpendiculares al eje.

### Diagramas
Existen dos formas de transmitir a otros como fue doblada una figura. El primero inventado es el sistema Yoshizawa-Harbin-Randlett en el que se detallan todos los pasos uno por uno desde el papel sin doblar hasta la figura terminada. El otro sistema es el Crease Pattern comúnmente abreviado CP, que muestra los dobleces principales de la figura en el papel sin doblar, es popular entre los practicantes de origami avanzado porque es un método rápido de distribuir su diseño y porque la realización de diagramas es una ardua tarea.

#### Sistema Yoshizawa-Harbin-Randlett
Es el sistema actual de líneas y flechas para indicar instrucciones y secuencias de doblado, fue creado por Yoshizawa y popularizado por Harbin y Randlett siendo el primero  realizado. En el primer libro de origami no se muestra el sistema paso a paso actual que ha sido tan popular. A pesar de lo cómodo para el lector de este sistema, en los últimos 10 años ha adquirido fuerza el uso de CP entre los artistas expertos. Sin embargo es difícil llegar a descifrar la secuencia de doblado y conseguir el modelo final solamente con el CP.
|       |
| Rotar |

|                 |
| Unir los puntos |

|       |
| Abrir |

|       |
| Tirar |

|                |
| Repetir acción |

|                    |
| Pliegue escalonado |

|                       |
| Doblar hacia adentro. |

|                      |
| Doblar hacia afuera. |

|                               |
| Doblez inverso hacia adentro. |

|                              |
| Doblez inverso hacia afuera. |

|                   |
| Inflar el modelo. |

|                |
| Hundir esquina |

#### CP
Un CP (del inglés Crease Pattern 'patrón de pliegue') es un tipo de diagrama que contiene todos o la mayoría de los pliegues del modelo final, reunidos en una sola imagen. Esto es muy útil para los diagramas complejos y súper complejos, en los que es demasiado trabajo hacer las instrucciones paso a paso. Se originó con diseñadores como Neal Elías, el cual los usaba para guardar los modelos que él creaba. Se empezó a usar como medio de comunicación entre diseñadores de figuras. Después de unos años de uso Robert J. Lang, Meguro Toshiyuki, Jun Maekawa y Peter Engel comenzaron a diseñar usando CP. Hoy en día la mayoría de modelos de alta complejidad solo están acompañados de CP.

### Diseño de figuras

#### Tipos de pliegue
- Pliegues axiales: Del inglés axial creases. Son aquellos que en la figura final quedan alineados en el eje de simetría del modelo.

- Pliegues bisagra: Del inglés hinge creases. Son los pliegues límite entre una solapa o apéndice de papel y otra, en la figura terminada. Perpendiculares a los ejes axiales.

- Pliegues cresta o cima: Del inglés ridges creases. Suelen ir en el contorno y perímetro de la base terminada.

Estos conceptos son independiente de las técnicas de diseño.

#### Técnicas de diseño

Empaquetado de círculos

Todas las técnicas de diseño enfocan el diseño de la figura pensando en la figura desdoblada, una hoja cuadrada con todos los dobleces valles y montes en ella, lo que se denomina como crease pattern o patrón de doblado  (uno de ellos se puede ver en la figura de los teoremas y axiomas del origami)
Existen muchas técnicas de diseño, la mayoría inventadas en los últimos 50 años, entre las cuales Robert Lang clasifica en:
División de puntas: Del inglés splitting points. Consiste en dividir una solapa en dos o más solapas dividiendo un punto. La desventaja es que las solapas finales son más cortas que la original. Es muy útil para crear dedos en patas o manos de seres vivos.
Injerto: Del inglés grafting. Consiste en ampliar las características de una base añadiéndole otras. A partir de un cuadrado principal, añadimos cuadrados más pequeños en las esquinas, como la figura resultante no es práctica, se toma un cuadrado de papel que los contiene a todos. El cuadrado principal será una base principal, los demás serán bases secundarias. El resultado es una base final más compleja que añade características adicionales al diseño básico. Por lo general la técnica produce desperdicio de papel.

Injerto de patrones: Del inglés pattern Grafting. A un modelo básico se le añade un patrón regular, un doblez típico repetido muchas veces que da un efecto profesional. por ejemplo escamas en peces, dragones y caparazones en tortugas.

Mosaico: Del inglés tiling. Consiste en observar la figura a diseñar y descomponerla en sus bloques más básicos (baldosas) compuestos generalmente por triángulos con dobleces internos. El punto de vista al abordar el problema de diseño es que la hoja de papel no es una sola unidad sino varias unidades flexibles, triángulos que pueden ser separados, rectángulos o ríos que pueden injertarse. Una forma de abordar el problema es imaginar la figura final con un diagrama de palos o segmentos. Después dibujar en el cuadrado los círculos y los ríos (se denominan así porque parecen ríos de papel sin doblar, en medio de los círculos y semicírculos). Posteriormente estudiar el doblado de cada "baldosa" del mosaico para que calce con las otras y dé origen a una secuencia de doblado exitosa.

Empaquetamiento de círculos: Del inglés circle packing. Cuando se desea construir una nueva figura, lo primero que se debe hacer es contar el número de solapas que tendrá, por ejemplo si se quisiera diseñar un perro, este tiene una cabeza, una cola y cuatro patas, por lo tanto la figura debe tener 6 solapas. Cada solapa tiene un largo del radio de un círculo. En el inicio del diseño, en el papel cuadrado se dibujan estos 6 círculos con la restricción de que sus centros siempre queden dentro del papel y que no se superponga un círculo con otro (ver figura). Después se conectan los centros de los círculos contiguos con un doblez. Posteriormente se añaden dobleces secundarios. Finalmente se encuentra una secuencia de doblado que origine el patrón de dobleces. Se consigue así una base para la figura, quedando por añadir tan solo los detalles.
Moléculas: Del inglés molecules. La moléculas son polígonos, triángulos, cuadrilateros o pentágonos, los cuales si se juntan aseguran que la figura podrá doblarse y colapsarse, dando origen a la figura final. Si se diseñó por empaquetamiento de círculos, las moléculas son la solución para establecer un patrón de doblado de valles y montes.
Teoría del árbol: Del inglés tree theory. Se basa en enfocar el diseño dibujando la figura final como un árbol con ramas, en que cada rama es una solapa. Posteriormente esto dará origen a círculos y ríos en la hoja de papel o bien a polígonos y ríos.
Pliegue en grilla cuadriculada. Del inglés box pleating. Consiste en empaquetar cuadrados y rectángulos dentro del papel. El CP se ve repleto de líneas verticales y horizontales, las cuales solo pueden tener ángulos de 45° y 90°. Su diseño es muy popular hoy en día porque ha permitido un diseño más sencillo, pero es más ineficiente en el uso del papel que el empaquetado por círculos. La gran mayoría de los insectos y personajes humanos usan esta técnica en solitario o complementada con otras.
Pliegue en grilla hexagonal. Del inglés Hex pleating. Técnica de plegado de hexágonos. Intenta lograr lo mejor de dos mundos: el empaquetamiento de círculos y el de rectángulos. Los ángulos de los pliegues son siempre múltiplos de 30°. No hay un descubridor definido, dado que ha aparecido de forma natural en las convenciones Origami Usa y Japan Origami Academic Association.
Los dos últimos puntos pertenecen a una corriente de diseño llamada empaquetamiento de polígonos del inglés polygon packing.

### Matemáticas en el origami

Teorema de Maekawa

Ya desde la misma invención del papel se estaba haciendo ciencia sin saberlo, por casualidad, pero la tecnología, buscaba por necesidad un producto flexible y duradero para escribir. Tratando de encontrar sus funcionalidades le inspiró al hombre este invento.
El origami también tiene una vertiente científica, dependiendo de las preferencias de cada plegador, o de su sistema de creación. Los pliegues no son más que operaciones de simetría, a veces bastante complejas, y pueden ser ideadas y estudiadas metodológicamente en términos geométricos. El carácter matemático que pueda tener el plegado de papel no está reñido con el lado artístico, aunque tampoco tiene por qué coincidir. Por ejemplo del aspecto científico del origami, podemos mencionar a los aficionados que se dedican a demostrar teoremas geométricos utilizando solo el papel y las hipótesis a punto de ser teoremas, incluso hay trabajos publicados sobre la resolución de ecuaciones de 3.er grado solo doblando el papel. Como consecuencia lógica de este campo es la versatilidad que ha dado el origami a la enseñanza en las clases de matemáticas a nivel preuniversitario. Además, el origami ofrece un ingrediente especial, en tanto se incentive al practicante a crear sus propios modelos, se estará despertando y fomentando la curiosidad científica, ya que, como las matemáticas, el origami es infinito.
En los últimos 30 años se han realizado grandes avances en el plegado de figuras por la incorporación de artistas con conocimiento matemáticos, los cuales han creado teoremas y técnicas para diseñar de la forma más eficiente posible con respecto al uso del papel. Es sorprendente lo tardío de estos avances ya que muchos de los teoremas son problemas resueltos y conocidos en el campo de la geometría. Otros como el uso del lagrangeano para minimizar una función sujeta a restricciones es ampliamente sabido desde muchísimos años atrás, pero que no había sido utilizada para resolver diseños de figuras plegadas en papel. Inicialmente los artistas probaban a dar con la figura según su experiencia, ocupando bases típicas sin recurrir a las matemáticas. Actualmente basta aplicar una metodología específica para llegar a nuevas formas. Esta metodología se establece con ayuda de teoremas que resumen lo que es o no es posible llevar a cabo.
Se han realizado numerosos estudios matemáticos acerca del arte del plegado de papel papiroflexia u origami. Los aspectos que han despertado interés matemático incluyen la capacidad de aplastar sin dañar una determinada figura de papel (problema conocido como flat-foldability, o doblez plana), y el uso de dobleces de papel para resolver ecuaciones matemáticas.
Se ha demostrado que algunos problemas geométricos de construcción clásicos, como trisecar un ángulo cualquiera o duplicar el volumen de un cubo cualquiera, no se pueden resolver utilizando regla y compás, pero se pueden resolver bastante fácilmente con unos pliegues de papel. Se pueden realizar pliegues de papel para resolver ecuaciones de hasta cuarto grado y ecuaciones polinomiales – las cuales solo contienen términos del tipo anxn– (los axiomas de Huzita-Hatori son una importante contribución a este campo de estudio).
Como resultado del estudio del origami a través de la aplicación de principios de geometría, métodos como el Teorema de Haga han permitido doblar precisamente el lado de un cuadrado en tres, cinco, siete y nueve partes. Otros teoremas y métodos han permitido derivar otras formas a partir de un cuadrado, tales como triángulos equiláteros, pentágonos, hexágonos, y rectángulos de características especiales tales como el rectángulo dorado o el rectángulo de plata.
El problema del origami rígido, que trata los pliegues como líneas que unen dos superficies planas rígidas tales como pletinas, tiene gran importancia práctica. Por ejemplo, el pliegue de mapa de Miura es un pliegue rígido que se ha utilizado para desplegar grandes paneles solares de satélites espaciales.
La obtención de un modelo plano a partir de un patrón arrugado es un proceso que Marshall Bern y Barry Hayes han demostrado que es NP-completo.

Se discuten referencias adicionales y resultados técnicos en la Parte II de Geometric Folding Algorithms.
La función de pérdida de doblar un papel en dos en una única dirección se ha determinado como {\displaystyle L={\frac {\pi t}{6}}(2^{n}+4)(2^{n}-1)}, donde L es la longitud mínima del papel (u otro material), t es el grosor del material, y n es el número de pliegues posibles. Esta función fue publicada por Britney Gallivan en 2001 (por entonces todavía estudiante de secundaria, que logró doblar una hoja de papel por la mitad 12 veces. Hasta entonces se había creído popularmente que el papel de cualquier tamaño no podía doblarse más de 8 veces.
Algunos de los teoremas son:

1. Teorema de Maekawa: señala que la diferencia entre el número de montes y valles para conseguir una superficie plana debe ser siempre 2.
2. Teorema de Kawasaki: La suma de todos ángulos alternos (todos los impares o pares) alrededor de una cúspide formada por pliegues debe ser 180 grados

También existen axiomas relacionados con la geometría del origami definidos por Humiaki Huzita, basados en 6 pliegues básicos que permiten analizar la geometría de cualquier origami, a los que se añadió actualmente un séptimo axioma:
1. Axioma 1: Dados dos puntos P y Q se puede realizar el pliegue que los une. Un único pliegue pasa por 2 puntos P y Q específicos
2. Axioma 2: Dados dos puntos P y Q se puede realizar el pliegue que sitúa a P sobre Q. En otras palabras un único pliegue lleva a un punto P sobre un punto Q.
3. Axioma 3: Dado un punto P y una recta r se puede realizar el pliegue perpendicular a r que pasa por P
4. Axioma 4: Dadas dos rectas r y s se puede realizar un pliegue que sitúe a r sobre s.
5. Axioma 5: Dados dos puntos P y Q y una recta r podemos realizar un pliegue que sitúe a P sobre r y pase por Q.
6. Axioma 6: Dados dos puntos P y Q y dos rectas r y s se puede realizar un pliegue que sitúe a P sobre r y a Q sobre s.
7. Axioma 7: Dados un puntos P y dos rectas r y s se puede realizar un doblez perpendicular a r que coloca al punto P sobre la línea s

Teorema de Haga
Es posible encontrar fácilmente la tercera parte de una hoja de papel. Basta doblar una esquina inferior derecha hacia la mitad del segmento superior del cuadrado. Al hacer un pliege la intersección de un borde con otro mostrará la tercera parte de un lado.
El origami además de crear sus propias reglas relacionadas con la geometría euclidiana, también brinda a la educación una herramienta importante para mejorar las capacidades de concentración, memoria, análisis y desarrollo de conceptos geométricos por medio de la activación del pensamiento lógico-espacial y el desarrollo de las destrezas psicomotrices.

## Papel
En el origami tradicional, que ocupa una sola hoja de papel cuadrado, sin tijeras ni pegamento, es muy importante el tipo de papel a utilizar sobre todo en modelos de gran complejidad. Cada doblador debe realizar una búsqueda de papel, hasta dar con el que se sienta más cómodo. Suele ocurrir que se encuentran distintos papeles adecuados para distinto tipo de figuras. En general Michell LaFosse recomienda que el papel sea de grano largo, con fibras pero que estas no sean irregulares. El grano largo ayuda a que el papel no sea quebradizo.
Una de las principales razones de las dificultades de los principiantes es doblar con papel 10x10 cm, debería partirse con mínimo 20x20 cm, las figuras complejas requieren papeles muy grandes como 1 metro x 1 metro, el papel y experiencia es fundamental.

### Tipos de papel
Casi todos los papeles más valorados y que resisten más dobleces, suelen tener fibras largas, esto de nota al romper el papel mientras más largas las fibras mejor será para doblar. Otros criterios son los gramos por metro del papel, figuras con muchas capas y dobleces son muy difíciles de doblar con gramos mayores a 20 gr. Papeles gruesos 40 suelen ser útiles para plegado en húmedo.
- Origamido: Es una marca de papel fabricado en Origamido Studio a cargo de Richard Ale y Michael Lafosse. Es un papel muy caro (550 dólares) hecho a pedido por un artista, el cual participa en el proceso de fabricación de acuerdo a requerimientos muy específicos. También puede adquirirse en una sola tienda en Internet a aproximadamente 11 dólares la hoja. Este papel ocupa distintos tipos de fibras y es teñido con pigmentos naturales.[29] Uno de los creadores del estudio, señala en su libro, que las fibras principales de su papel son el cáñamo (cannabis sativa) y una planta brasileña abaca. Para los insectos Robert Lang pidió papel 60 % abaca y 40 % cáñamo. Kamiya en cambio prefiere 50 % abaca y 50 % cáñamo. Otras combinaciones ocupan 80 % abaca y 20 % algodón.

- O-gami: Es una marca de papel artesanal, basado en los típicos componentes que han demostrado tener excelentes características al doblar, abacá y cáñamo. Ha adquirido bastante notoriedad últimamente, ya que antes origamido era el único lugar donde encontrar papel para las complejas figuras actuales. Podría considerarse una alternativa al origamido, a precio de 16 dólares la hoja.

- Tant: Es una marca de papel, de varias gamas de colores, no libre de ácido. Usado a veces en plegado en húmedo. Ligeramente grueso

- Washi: Es una palabra para denominar al papel japonés hecho de forma tradicional, en el cual se ocupa la corteza de arbustos como el kozo, gampi y Mitsumata.[30]

- Lokta: Papel elaborado artesanalmente en Nepal.

- Papel sándwich: Es un papel fabricado artesanalmente con papel seda en una cara, una hoja de aluminio al medio, y en la otra papel seda.

- Papel de envolver: Es aquel papel que se usa para envolver zapatos, camisas, y que a veces se ocupa en embalaje. Suele tener color blanco. Ha demostrado que es útil para hacer figuras complejas dado sus 20 gramos por metro y gran resistencia.

- Papel kraft: También es muy resistente al doblado por sus fibras largas y quienes usan lo ocupan para practicar.

## Programas para diseño y diagramas
Existen algunos programas conocidos:  TreeMaker, Oripa, Doodle y Foldinator
- TreeMaker:[31] por Robert Lang, que está orientado solamente al diseño, crea el patrón de pliegues (no realiza diagramas). Crea en la hoja los pliegues necesarios para doblar mostrando solamente una visión de los montes y valles (como cuando se realiza una figura y se desarma completamente). Con ello es posible saber que partes del papel darán origen a la cola, patas, cabeza si es que se diseñara un animal. TreeMaker está programado en C y es open source.

- OriPa:[32] Un programa para dibujar CP crease patterns. Permite ver como se verá el CP cuando sea doblado. Tiene una interfaz gráfica amigable y está realizado en java.

- Doodle:[33] Creado por Jérôme Gout, Xavier Fouchet, Vincent Osele, y otros voluntarios. Usa código ASCII para generar diagramas de origami, el resultado es elegante, pero difícil de usar. Permite crear el diagrama de una figura de origami a partir de líneas de un código propio un archivo *.ps, semejante al formato pdf, que contiene los pasos con texto y figura. Desde 2001 el proyecto parece estar en desarrollo para conseguir una versión para usuario final, aunque pareciera estar congelado por falta de programadores. Doodle en su versión funcional está escrito en C y es open source, en cambio Doodle 2 también open source está escrito en java y pretende tener una interfaz gráfica.

- Foldinator:[34] Es un programa en desarrollo para el diseño de diagramas en línea.

## Personajes del mundo de la papiroflexia
En el siglo XX el origami renace con Akira Yoshizawa quien inventó nuevas figuras e innovó con el plegado en húmedo. De él parte toda una nueva corriente de diseño artística a la cual seguirá una matemática.
Personajes en el mundo de la papiroflexia que han demostrado teoremas que llevan su nombre son: Humiaki Huzita, Jun Maekawa, Toshikazu Kawasaki, Robert Lang, Shuzu Fujimoto o Chris Palmer, entre otros.
Robert Lang, ingeniero eléctrico y doctor en física aplicada por el Caltech, ha desarrollado el origami computacional, que es una serie de algoritmos para el doblado de las figuras. Actualmente el Dr. Lang trabaja desarrollando proyectos que vinculan al origami con problemas de ingeniería. Su libro Origami design secrets es una excelente referencia para aprender a diseñar figuras nuevas y mejorar las existentes, en él se pueden aprender las técnicas modernas para crear figuras con todas sus partes.
La mayoría de la gente conoce el origami por sus avioncitos de papel o por sus barquitos, con los cuales se hacen competencias de niños. Pero esto de hacer avioncitos salió desde el siglo pasado cuando varios eruditos intentaron hacer una figura con papel que volase, o por lo menos que se mantuviera en el aire, esto se consiguió con gran éxito y hasta la fecha es por ahí donde se ha trasmitido de padres a hijos el origami. Pero más que un entretenimiento debemos mencionar el deseo del hombre por alcanzar el cielo y en su afán buscó todos los medios para poner a volar su imaginación. Gracias a los modelos de aviones de papel, podían hacer estudios detallados del comportamiento del viento con respecto a las alas, o, la influencia del peso en un modelo, y otros muchos factores que ayudaron a mejorar las técnicas de vuelo, la influencia del aire en los alerones y todo un sinfín de operaciones de ingeniería en torno a un avión, un simple avión de papel con el que juegan los niños.
En muchos países los origamistas trabajan como comisionistas, desarrollan proyectos para publicidad y páginas web de renombradas empresas, son profesores de distintas asignaturas cuyo propósito es hacer conexiones con la papiroflexia, entre otros trabajos.
Sabiendo ahora que es realmente el arte de realizar figuras en papel y el gran campo que abarca, comprendiendo su milenaria pero interesante historia y analizando pero a la vez realizando cada uno nuestra crítica hacia esta hermosa y compleja arte solo queda hacer la invitación para que tomen una hoja y experimenten esa bonita sensación que, como dijo Katsushika Hokusai: «Un mago es capaz de convertir las hojas de papel en pájaros».

## Psicología y pedagogía en el origami

### Origami según la pedagogía
Toda innovación del ser humano es para beneficio de él mismo, pese a que no se tenga en mente, para bien o para mal. El origami no es la excepción, pues si se analiza desde una perspectiva más objetiva, se encuentra en los lugares menos pensados, como la pedagogía.
El origami es una gran ayuda en la educación, trayendo a quien lo ejercita grandes beneficios y grandes cualidades, no solo a los estudiantes que lo realicen, sino también le será bueno a cualquier persona. Pocos docentes, o responsables de políticas educativas saben que el plegado de papel es una herramienta con historia en la escuela argentina desde el siglo XIX. Algunos de sus beneficios son:
- Desarrollar la destreza, exactitud y precisión manual, requiriendo atención y concentración en la elaboración de figuras en papel que se necesite.
- Crear espacios de motivación personal para desarrollar la creatividad y medir el grado de coordinación entre lo real y lo abstracto.
- Incitar al alumno a que sea capaz de crear sus propios modelos.
- Brindar momentos de esparcimiento y distracción.
- Fortalecimiento de la autoestima a través de la elaboración de sus propias creaciones.

Si se incentiva en un niño el trabajo manual desde pequeño, seguramente crecerá desarrollando habilidades artísticas y estará en capacidad de ubicar espacialmente un objeto cualquiera en un papel, acción que muchos niños no pueden hacer, precisamente porque no potenció en los primeros años de su vida el trabajo manual.
Lo ideal es que comiencen una actividad manual a edad temprana, ya que está comprobado que el entrenamiento de los dedos de un bebé acelera el proceso de maduración del cerebro, porque el ejercitar el movimiento de los dedos de ambas manos es realmente una base de desarrollo bilateral del cerebro y el adelanto del desarrollo intelectual, aprovechando que el cerebro está en su mayor plasticidad.
El trabajo de coordinación de ambas manos, el trabajo activo de la inteligencia y la atención es necesaria en el desarrollo y en el empleo del origami porque necesita la memoria, la imaginación y el pensamiento. Como se envuelven las manos activamente en trabajo, hay un masaje natural en la punta de los dedos por turnos saludablemente, afectando el equilibrio dinámico de los procesos de excitación en la corteza cerebral, frenando en las áreas corticales del cerebro. El espectro de movimientos de las palmas y dedos también se extiende por el impulso motor de las zonas de la corteza de los largos hemisferios que están activados. Las ricas comunicaciones del analizador del impulso con varias estructuras del cerebro, permite la actividad se transfiera de últimas. El trabajo de coordinación con las manos, requiere suficiente actividad del cerebro y un armonioso trabajo con las diferentes estructuras.
El origami por su naturaleza es un arte para ambas manos y da una compensación directa en satisfacción de una cierta condición creadora, es por ello que esta técnica servirá de soporte en la formación integral del profesional, adquiriendo así nuevas formas de comunicarse con los demás, e implícitamente crear un ambiente que le permita interactuar con una población determinada.

### Origami según la psicología
Ahora relacionemos la rama de la pedagogía con su compañera de siempre: La psicología.
Se ha comprobado que la papiroflexia ayuda a los problemas psíquicos y psicológicos[cita requerida], ya que el estar concentrado realizando una actividad manual ayuda al desahogo, estimula los procesos mentales que, su finalidad es alejar al paciente de sus obsesiones y temores. En algunas universidades israelíes se realizan estudios vinculados con estudiantes que presentan déficit atencional y que son fuertemente estimulados mediante el mecanismo de doblar papel; en el Hospital Carlos Holmes Trujillo, de Cali, este arte se está utilizando desde hace unos años en el tratamiento de niños con problemas emocionales como dificultades de atención, expresión e hiperactividad.
La papiroflexia utilizada como herramienta o como terapia, en una sesión, se comparten sentimientos y conocimientos, ayuda a resolver los problemas, se experimenta una comunicación no verbal, un escenario de metas u objetivos, una oportunidad de un acercamiento no amenazante, un apoyo psicológico (llevar al sentimiento de la aceptación cuando se toma tiempo para demostrar lo positivo), una oportunidad para disfrutar y relajar un futuro pasatiempo, entre otras experiencias que se viven cuando se aplica el origami para la rehabilitación del paciente.

## Variantes
- Kusudama
- Pepakura
- Kirigami
- Makigami

### En castellano
- Robinson, Nick (2005). Enciclopedia de Origami: guía completa y profusamente ilustrada de la papiroflexia. Barcelona: Editorial Acento. ISBN 978-84-95376-62-6.
- Kasahara, Kunihiko (2004). Papiroflexia, Origami para Expertos. Editorial Edaf, S. A. (Madrid). ISBN 84-414-0686-3.

### En francés
- Hirota, Junko (2005). Initiation à I'origami. Groupe Fleurus (París). ISBN 978-2-215-07743-5.

### En inglés
- Boutique-Sha Staff (2001). 3D Origami: Step by Step Illustrations. ISBN 4-88996-057-0.
- Fuse, Tomoko (2000). Home Decorating with Origami. ISBN 4-88996-059-7.
- Halle (2001). Cartoon Origami. ISBN 4-88996-057-0.
- Montroll, John (2002). A Plethora of Polyhedra in Origami. ISBN 0-486-42271-2.
- Shafer, Jeremy (2001). Origami to Astonish and Amuse. St. Martin's Press. ISBN 978-0-312-25404-9.
- Robert J. Lang (2003). Origami Design Secrets: Mathematical Methods for an Ancient Art. A K Peters Ltda. ISBN 1-56881-194-2.
- Como doblar un CP con box pleating

### En alemán
- Kasahara, Kunihiko (2000). Figürlich und geometrisch. ISBN 3-8043-0664-0.